# Edward Szymkowiak
Edward Józef Szymkowiak (Katowice, 13 marzo 1932 – Bytom, 28 gennaio 1990) è stato un calciatore polacco, di ruolo portiere.

## Carriera
Ha trascorso la maggior parte della sua carriera nel Polonia Bytom, il cui stadio porta il suo nome.
Szymkowiak ha partecipato ai Giochi olimpici di Helsinki nel 1952 e a quelli di Roma nel 1960.

## Palmarès

### Club

#### Competizioni nazionali
- Campionato polacco: 5

Ruch Chorzow: 1951, 1952
Legia Varsavia: 1955, 1956
Polonia Bytom: 1962
- Coppa di Polonia: 3

Ruch Chorzow: 1950-1951
Legia Varsavia: 1955, 1956

#### Competizioni internazionali
- Coppa Piano Karl Rappan: 2

Polonia Bytom: 1964-1965, 1967